# Юшков, Адриан Степанович
Адриан Степанович Юшков (1816—1849) — штаб-лекарь, автор ряда трудов по медицине.
Окончил Харьковскую гимназию (1832) и медицинский факультет Императорского Харьковского университета (1837). В 1839 году был назначен лекарем драгунского полка; в 1841 году переведён лекарем в 26-ю конно-артиллерийскую батарею, в которой и прослужил до самой своей смерти. В 1844 году был удостоен Харьковским университетом звания штаб-лекаря. В журнале «Друг Здравия» напечатал несколько статей: «Икота, излеченная хинином» (1843, № 5), «Недостаток отделения молока» (1844, № 50), «Заметки о холере» (1847), «Действие argenti nitrici на слизистую оболочку» (1847, № 4).
Скончался в 1849 году от апоплексического удара.